# Secretaria da Cultura e Economia Criativa do Estado de São Paulo
| Secretaria da Cultura, Economia e Indústria Criativas | |
| Rua Mauá, 51 Luz São Paulo, SP website oficial        | |
| Criação                                               | 16 de março de 1979 (46 anos) (como Secretaria da Cultura) 15 de março de 1975 (50 anos) (como Secretaria da Cultura, Ciência e Tecnologia) 29 de dezembro de 1967 (57 anos) (como Secretaria de Cultura, Esportes e Turismo) 25 de janeiro de 1965 (60 anos) (como Secretaria do Turismo) |
| Estação Júlio Prestes, atual sede da Secretaria.      | |
| Estação Júlio Prestes, atual sede da Secretaria.      | |
| Atual secretária                                      | Marília Marton desde 1 de janeiro de 2023 |
| Orçamento                                             | R$ 823 milhões (2016) R$ 946 milhões (2015) R$ 929 milhões (2014) R$ 861 milhões (2013) R$ 837 milhões (2012) R$ 1 bilhão (2011) R$ 897 milhões (2010) |

A Secretaria da Cultura, Economia e Indústria Criativas do Estado de São Paulo é o órgão estadual responsável pelos assuntos relacionados à cultura no estado de São Paulo. É uma das 25 secretarias que integram o Governo do Estado de São Paulo.

### Secretários de Cultura do Estado de São Paulo
- Orlando Gabriel Zancaner: 1967 - 1969[7][8]
- Luis Arrobas Martins 1969 - 1971[8]
- Pedro de Magalhães Padilha: 1971 - 1974[8]
- José Mindlin: 1975 - 1976[9][8]
- Max Feffer: 1976 - 1978[10][8]
- Antônio Henrique Bittencourt Cunha Bueno: 1979 - 1982[11][8]
- João Carlos Martins: 1982 - 1983[8]
- João Pacheco e Chaves: 1983 - 1984 [12][8]
- Jorge da Cunha Lima: 1984 - 1987 [13][8]
- Bete Mendes: 1987 - 1988[14][8]
- Fernando Morais: 1988 - 1991[15][8]
- Adilson Monteiro Alves: 1991 - 1993[16][8]
- Ricardo Ohtake: 1993 - 1995[8]
- Marcos Mendonça: 1995 - 2003[8]
- Claudia Costin: 2003 - 2005[8]
- João Batista de Andrade: 2005 - 2006[8]
- João Sayad: 2007 - 2010[8]
- Andrea Matarazzo: 2010 - 2012[8]
- Marcelo Mattos Araujo: 2012 - 2016
- José Roberto Sadek: 2016 - 2017
- José Luiz Penna: 2017 - 2018
- Romildo Campello: 2018
- Sérgio Sá Leitão: 2019 - 2022
- Marília Marton: 2023 - atualmente

## Órgãos centrais

### Unidade de Formação Cultural (UFC)
A Unidade de Formação Cultural (UFC) tem como atributos fundamentais a formação e administração de políticas públicas voltadas para a formação cultural em suas várias manifestações artísticas como a música, vídeo, circo, multimídia, literatura, entre outros.

### Unidade de Preservação do Patrimônio Histórico (UPPH)
Executa as atividades relativas ao tombamento, restauro e cadastramento do patrimônio histórico, arqueológico, artístico e turístico do Estado de São Paulo. Presta, também, serviços administrativos de apoio, necessários à atuação do Conselho de Defesa do Patrimônio Histórico, Arqueológico, Artístico e Turístico do Estado – CONDEPHAAT, que tem a finalidade de proteger, valorizar e divulgar o patrimônio cultural no Estado de São Paulo.

### Unidade de Preservação do Patrimônio Museológico (UPPM)
A Unidade de Preservação do Patrimônio Museológico (UPPM) é responsável pela elaboração, desenvolvimento e avaliação de diretrizes e políticas públicas relacionadas ao patrimônio museológico do Estado.

### Unidade de Difusão Cultural, Bibliotecas e Leitura (UDBL)
A Unidade de Difusão, Bibliotecas e Leitura da Secretaria promove e incentiva projetos que combinam qualidade dos produtos ofertados e a ampliação de acesso do público.

### Unidade de Monitoramento (UM)
A Unidade de Monitoramento (UM) tem como objetivo elaborar diretrizes e procedimentos para acompanhamento, monitoramento e avaliação das parcerias firmadas entre o Estado de São Paulo e as Organizações Sociais de Cultura, além de promover capacitação interna e apoiar o desenvolvimento de indicadores culturais.

## Órgãos vinculados

### Fundação Memorial da América Latina
O Memorial da América Latina é um centro cultural, político e de lazer, inaugurado em 18 de março de 1989 na cidade de São Paulo, Brasil. O conjunto arquitetônico, projetado por Oscar Niemeyer, é um monumento à integração cultural, política, econômica e social da América Latina, situado em um terreno de 84 482 metros quadrados no bairro da Barra Funda.

### Fundação Padre Anchieta
Foi instituída pelo governo do estado de São Paulo no dia 26 de setembro de 1967 e possui uma emissora de televisão, a TV Cultura, e as emissoras de rádio Cultura Brasil e Cultura FM, além de outras mídias.